# Волосово (Торжоцький район)
Волосово (рос. Волосово) — присілок в Торжоцькому районі Тверської області Російської Федерації.
Населення становить 30 осіб. Входить до складу муніципального утворення Рудниковське сільське поселення.

## Історія
Від 2005 року входить до складу муніципального утворення Рудниковське сільське поселення.

## Населення
| 1859 | 1884 | 2002 | 2010 |
| ---- | ---- | ---- | ---- |
| 105  | ↗117 | ↘33  | ↘30  |